# Kangin
Kim Young Woon (en hangul, 김영운; en hanja, 金永雲; Seúl, 17 de enero de 1985), más conocido por su nombre artístico Kangin (en hangul, 강인), es un cantante, actor y presentador surcoreano, conocido por ser exmiembro del grupo Super Junior.

## Carrera

### Super Junior
Kang-in fue descubierto por un agente de talento y recomendado para participar en el concurso de talentos de SM Entertainment. En 2002, Kang-in obtuvo el primer lugar en la cuarta edición anual de SM Youth Best Contest, ganó el premio a mejor apariencia externa y firmó un contrato con SM Entertainment.
Junto con Hero JaeJoong, U-Know Yunho y su futuro compañero de grupo Heechul, SM Entertainment los colocó en un pequeño grupo de proyecto musical llamado Four Seasons, cada uno de los cuatro miembros representaban las cuatro estaciones del año. El grupo anticipado nunca llegó, tanto Hero JaeJoong y U-Know Yunho fueron elegidos para unirse a otro grupo de varones TVXQ, que debutó en diciembre de 2003. Con dos miembros desapareció la idea Four Seasons.
Kang-in y Heechul fueron colocados en Super Junior 05, la primera generación de Super Junior, junto con diez alumnos más de la misma empresa.
A principios de 2006, SM Entertainment comenzó a reclutar nuevos miembros para la próxima generación de Super Junior, que sería Super Junior 06. Sin embargo, los planes cambiaron cuando la compañía agregó a un decimotercer miembro Kyuhyun, y la empresa declaró que no agregaría a más miembros a Super Junior. El grupo abandonó el sufijo «05» y se convirtió oficialmente acreditado como Super Junior. El nuevo grupo se llenó de gran éxito después de que lanzaron el CD sencillo «U», en el verano de 2006 se convirtió en el sencillo más exitoso de Super Junior, hasta el lanzamiento de «Sorry, Sorry» en marzo de 2009.

### Retiro
En julio de 2019, Kang-in dejó oficialmente de ser miembro de Super Junior tras mantenerse tres años inactivo. En una publicación que compartió el mismo artista asegura haber tomando la decisión voluntariamente «desde este momento, planeo dejar el nombre ‘Super Junior’, un nombre que he tenido por mucho tiempo» y también agradeció a quienes lo acompañaron durante tantos años «más que nada, quiero disculparme profundamente con los E.L.F. por el amor desbordante que siempre me enviaron en los últimos 14 años. Puede que sea muy tarde, pero incluso cuando dejé ir el nombre de ‘Super Junior’ y comiencé a caminar por mi cuenta, siempre recordaré estos sentimientos de gratitud y lamento».
Si bien al parecer las controversias que venían de años atrás fueron las que llevaron al cantante a tomar la decisión «Siempre he sentido que necesitaba tomar esta decisión lo antes posible, pero debido a los corazones amables de quienes me animaban incansablemente a pesar de mis faltas, así como al equipo de la agencia, no fui capaz de juntar el coraje, y también sentía que estaba en una situación en la cual no podía decidir nada ciegamente por mi cuenta». También en su publicación se refirió a como se siente con respecto a la agrupación «sin embargo, por mis problemas personales, he tenido que ver a los miembros (de Super Junior) sufrir infortunios que no tendrían que haber enfrentado, y he decidido que ya no puedo postergarlo más».
SJ label también confirmó la salida del cantante y además agregó que el artista seguirá el contrato con la empresa, sin embargo, no contará con futuras actividades de parte de esta.

### Subgrupos
Durante su carrera, con Super Junior, Kang-in fue puesto en dos subgrupos, grupos más pequeños que se separaron del grupo más grande de Super Junior:
- Super Junior-T: Este grupo canta música trot (antiguo estilo de música de Corea)
- Super Junior-Happy: Canta música bubblegum pop, su estilo divertido y entretenido.

## Carrera en la actuación
Kang-in gana el sueldo más alto de Super Junior debido a sus activas apariciones en televisión. Cinco días después del debut de Super Junior 05, Kang-in se convirtió en el MC de M!Countdown de Mnet junto con Leeteuk y Shindong. El trío quedó como anfitrión durante todo el año restante. Kang-in fue sustituido por Eunhyuk a mediados de 2006, debido a su apretada agenda para hacer Reckless Radio y el programa de música de MBC, Show! Music Core. Kang-in también se convirtió en el presentador de televisión de dos de los programas de entretenimiento de MBC, Sunday Sunday Night Dong-An Club  y Nothing is Impossible. Llevó a cabo un contrato con MBC por Reckless Radio en junio de 2007, y como anfitrión de MBC Good Friend Radio junto con Cho Jungrin. En abril de 2008, Cho Jungrin fue replazada por Taeyeon. De diciembre de 2008 a mayo de 2009, Kang-in y la actriz Lee Yoon-ji participaron en el reality show de MBC We Got Married. En 2002, Kang-in hizo una breve aparición en el drama de SBS A Man and a Woman. También apareció en Rainbow Romance como el mismo. En 2007 apareció en el drama MBC, Billie Jean, Look At Me. Kang-in debutó en la pantalla grande junto con los demás miembros de Super Junior en la película de 2007 Attack on the Pin-Up Boys, donde interpreta al capitán de Judo.
En 2008, fue elegido para asumir el papel de Kang Soo en la película coreana Hello Schoolgirl. Del 9 de septiembre al 9 de noviembre de 2008, participó junto a su compañero de grupo Heechul en el musical Xanadu. También participó en el casting por el papel de Hotae para la comedia dramática de MBC Romance Zero, con un total de dieciséis episodios, el drama terminó a finales de mayo de 2009, con comentarios y valoraciones aceptables.

## Controversias

### Conflicto con MBC
Una discusión de intervalo de tiempo ocurrió entre SM Entertainment y MBC, todo comenzó cuando SM insistió en que Kang-in debía quedarse en Super Junior exploradores del cuerpo humano de SBS, en vez de Sunday Sunday Night Dong-An Club de MBC, en el cual era un anfitrión regular, MBC decidió temporalmente prohibió a Super Junior aparecer en cualquier show de MBC.
Fue sustituido por T.O.P de Big Bang como el MC de Show! Music Core. Kang-in no podía recibir más variety shows de MBC como Nothing is Impossible y Sunday Sunday Night Dong-An Club, hasta que el conflicto fuera resuelto.
Después de dejar Nothing is Impossible y Sunday Sunday Night Dong-An Club, ambos shows fueron cancelados debido al bajo rating. El programa de radio de Kang-in con MBC, Good Friend Radio, sin embargo siguió al aire, ya que no estaba relacionado con sus conflictos de trabajo. Una semana más tarde, MBC anunció que invitaron a Super Junior para filmar un exclusivo segmento de MBC, Giving Children a New Life a pesar de su decisión anterior de prohibir Super Junior. El director de entretenimiento de MBC alegó que la prohibición de Super Junior no era oficial, sino una decisión adoptada por los productores de los programas.
Kang-in fue arrestado solamente por embriaguez pública.

### Caso de Asalto
El 16 de septiembre de 2009, Kang-in fue arrestado por su participación en una pelea entre dos hombres que tuvo lugar fuera de un bar en Nonhyeon-dong, Gangnam-gu, Seúl. Un testigo informó de que dos hombres entraron en una habitación donde Kang-in y su amigo estaban presentes y empezaron a discutir acaloradamente. Kang-in abandonó la barra, pero los dos hombres lo siguieron a fuera y comenzaron a mostrar los actos de violencia. Otro testigo dijo que Kang-in trató de parar la pelea.
Una cámara de vigilancia cercana captó la pelea, y se comunicaron inmediatamente con la policía. Kang-in fue interrogado con otros cuatro sospechosos, uno de los sospechosos insistió en que Kang-in lo asaltó, pero más tarde fue probado que Kang-in solamente reaccionó en defensa propia.
Debido al incidente Kang-in dejó de ser el modelo principal de Andre Kim fashion show.

### Accidente
El 16 de octubre de 2009, después del incidente de asalto Kang-in estuvo implicado en un otro incidente. Kang-in intoxicado estrelló su automóvil contra un taxi estacionado a las 3:10 a. m. en el cruce de Nonhyun y Hakdong en Gangnam y abandonó su coche antes de huir de la escena. Dos pasajeros, junto con el conductor del taxi, resultaron heridos, pero no tenían lesiones graves. A las 8:50 a. m. (5 horas y 40 minutos más tarde) Kang-in se entregó a la comisaría de Gangnam. Se informó que el nivel BAC de Kang-in fue de 0,082 %, una lectura que se toma de 6 horas después del incidente, y por lo tanto es un reflejo inexacto de su embriaguez en el momento del accidente
Un representante de la estación de la policía declaró: «Podemos tomar en consideración el hecho de que Kang-in ha confesado, a pesar de que llegó después del incidente. Sin embargo, desde que huyó de la escena después del accidente, tenemos que considerar como atropello y fuga. Daremos a conocer más información en la tarde». «Kang-in vino a nosotros a la medianoche del día 18. Fue interrogado durante aproximadamente 1 hora y ha admitido todo. Nos dijo que estaba borracho por lo que huyó, pero entonces se sintió culpable y entonces volvió y confesó. Creemos que abandonó la escena del accidente porque estaba bajo la influencia del alcohol, y por lo tanto no estaba en condiciones de tomar la decisión correcta. Ahora tenemos que ir donde las víctimas para ver como toman las cosas».
Kang-in publicó una disculpa en la página web de SM diciendo: «Este es Kang-in. No tengo nada más que hacer sino pedir perdón miles y decenas de miles de veces. Debería haber tenido más cuidado después del incidente la última vez, pero los decepcioné de nuevo chicos. Y parece que no puedo levantar mi cabeza. Después del último incidente, sentí dolor día y noche, pensando en la gente que decepcione. Pero en cuanto estuve a punto de perder un poco de aquel dolor, se produce otro incidente. Lo siento mucho y lo siento de nuevo. Estoy tan avergonzado por mostrar este tipo de comportamiento frente a los fanes que siempre me ha apoyado. Debería haber sido más cuidadoso con mis fanes, pero tengo tanto resentimiento por lo que hice . Y mis miembros de Leeteuk a Kyuhyun, debido al último incidente, sentí que era una carga para los miembros, pero lo he hecho otra vez aun así no puedo mirarlos. Ellos son una familia para mí y no puedo soportar el daño que les hago. Además, a mi familia SM, lo siento. A todos, quiero poner mi cabeza abajo y decir lo siento una vez más».
SM respondió diciendo: «Nos sentimos tan mal por lo que acaba de ocurrir con Kang-in. Queremos pedir disculpas a todas las personas que se sienten decepcionados al respecto. Creemos que es hora de que Kang-in y nosotros nos pongamos a pensar lo que pasó y tratar de que esto no vuelva a suceder».
Por el resto del año 2009, estuvo en pausa y no participó en ninguna de las actividades de Super Junior. Por decisión propia, entró al ejército, enlistándose el 5 de julio de 2010. El 16 de abril de 2012 salió después de 2 años de servicio militar.

## Filmografía

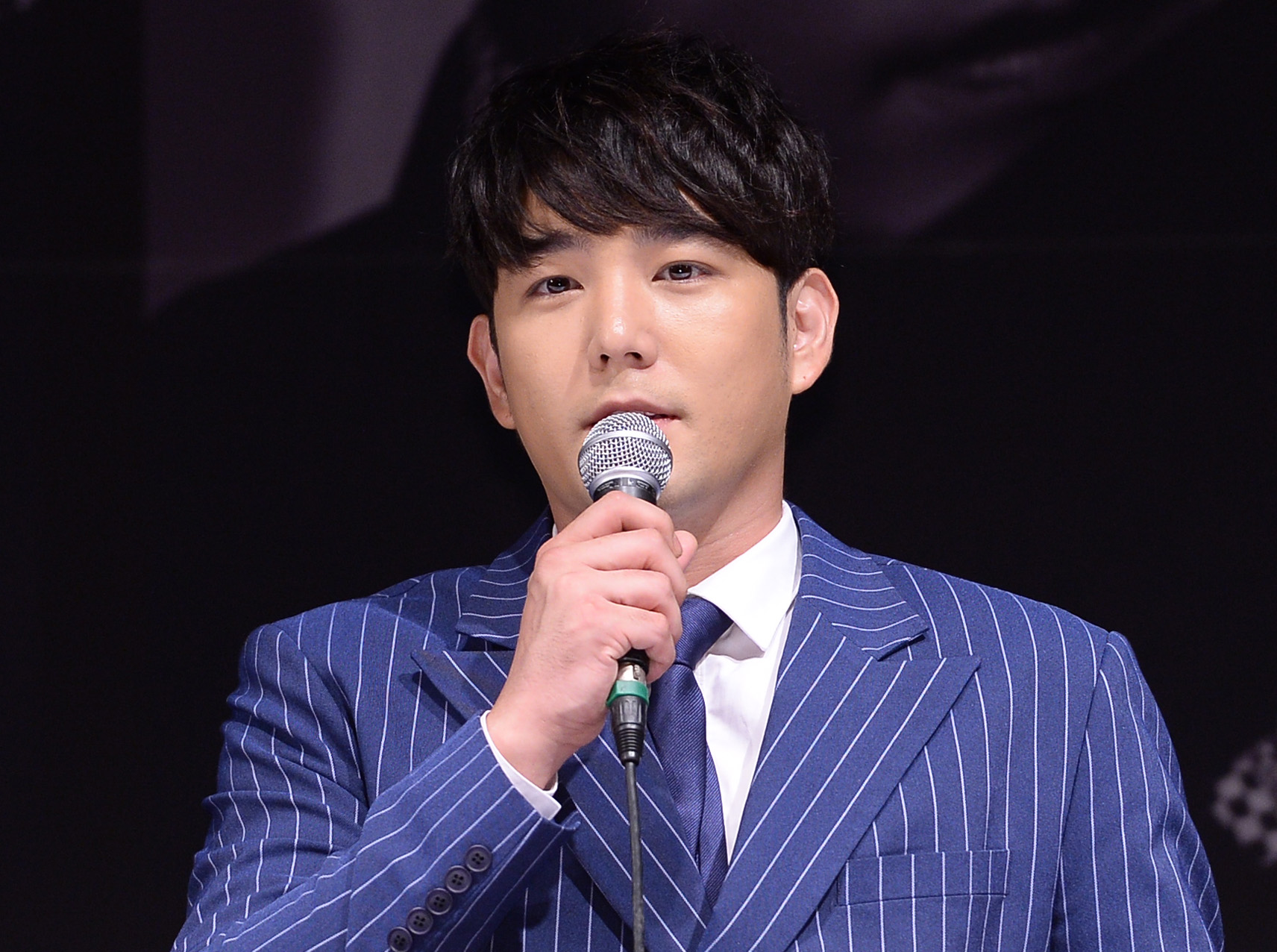
Kang-in en julio de 2015

Más información :Anexo:Filmografía de Super Junior

### Cine
| Año  | Título                                          | Rol       | Nota                 |
| ---- | ----------------------------------------------- | --------- | -------------------- |
| 2007 | Attack on the Pin-Up Boys 꽃미남 연쇄 테러 사건 | El mismo  | Solo en Corea        |
| 2007 | Alvin and the Chipmunks                         | Alvin     | Voz coreana de Alvin |
| 2008 | Hello Schoolgirl 순정만화                       | Kang Sook | [ 23 ]               |
| 2015 | The Cat Funeral                                 | Dong-hoon |                      |

### Series de televisión
| Año  | Título                                | Rol              | Canal | Nota                        |
| ---- | ------------------------------------- | ---------------- | ----- | --------------------------- |
| 2002 | A Man and a Woman 비밀남녀            |                  | SBS   | Cameo                       |
| 2006 | Rainbow Romance 레인보우 로망스       | El mismo         | MBC   | Estrella invitada (Ep. 136) |
| 2007 | Billie Jean, Look At Me 빌리진 날봐요 | Amigo            | MBC   | Estrella invitada (Ep. 26)  |
| 2009 | Romance Zero 하자 전담반 제로         | Na Ho-tae 나호태 | MBC   |                             |

### Apariciones en programas
| Año       | Título                                | Canal | Nota                                                                           |
| --------- | ------------------------------------- | ----- | ------------------------------------------------------------------------------ |
| 2016      | Law of the Jungle in Papua New Guinea | SBS   | miembro (ep. 216-219)                                                          |
| 2016 2015 | King of Mask Singer                   | MBC   | participó como "Make a Fortune" (ep. 45) juez invitado (ep. Special Live 2015) |
| 2014      | Law of the Jungle in Brazil           | SBS   | miembro (ep. 108-116)                                                          |
| 2014      | Hello Counselor                       | KBS2  | invitado (ep. 190)                                                             |

### Apariciones en videos musicales

#### 2007
- Magolpy - "Flight Girl"

## Programas
| Fecha                                                   | Nombre                          | Notas                                   |
| Del 10 de noviembre de 2005 hasta 2006                  | Mnet M!Countdown                | con Leeteuk, Shindong                   |
| Desde 2006 hasta el 11 de noviembre de 2007             | MBC Sunday Dong-an Club         |                                         |
| Desde 2006 hasta el 11 de noviembre de 2007             | MBC Nothing is Impossible       |                                         |
| Del 7 de enero de 2008 hasta el 5 de abril de 2008      | Unbelievable Outing 3 temporada | con Super Junior-Happy y Donghae        |
| Del 5 de julio de 2007 hasta el 11 de noviembre de 2007 | MBC Show! Music Core            | con Brian (Fly to the Sky)              |
| Del 10 de julio de 2008 hasta el 9 de octubre de 2008   | MBC Idol Show 1 temporada       | con Super Junior-Happy                  |
| Del 5 de septiembre de 2009 hasta el presente           | SBS Miracle                     | con Eunhyuk, Leeteuk, Sungmin, Shindong |

## Radio
| Fecha                                                                                  | Nombre                              | Notas                       |
| Del 2 de marzo de 2006 hasta el 2 de junio de 2007                                     | Reckless Radio (천방지축 라디오)    |                             |
| Del 30 de abril de 2007 hasta 2008 Del 8 de abril de 2008 hasta el 19 de abril de 2009 | Good Friend Radio (친한친구 라디오) | con Cho Jungrin con Taeyeon |